# Gyál
Gyál là một thành phố thuộc hạt Pest, Hungary. Thành phố này có diện tích 24,93 km², dân số năm 2010 là 23461 người, mật độ 941 người/km².